# Уилсон, Седрик (младший)
Седрик Уилсон—младший (англ. Cedrick Wilson Jr.; 20 ноября 1995, Мемфис, Теннесси) — профессиональный американский футболист, принимающий клуба НФЛ «Майами Долфинс». На студенческом уровне выступал за команду университета штата Айдахо в Бойсе. На драфте НФЛ 2018 года был выбран в шестом раунде. Сын футболиста Седрика Уилсона-старшего, победителя Супербоула XL.

## Биография
Седрик Уилсон родился 20 ноября 1995 года в Мемфисе. Его отец Седрик Уилсон—старший был профессиональным футболистом, играл в НФЛ за «Сан-Франциско Форти Найнерс» и «Питтсбург Стилерз», победитель Супербоула XL. Во время учёбы в школе Уайт Стейшн Уилсон был квотербеком футбольной команды, входил в сборную звёзд штата по версии Ассоциации спортивных журналистов Теннесси. После окончания школы он поступил в общественный колледж Коффивилла в Канзасе.

### Любительская карьера
В команде общественного колледжа «Коффивилл Ред Рэйвенс» Уилсон выступал в течение двух лет. В 2014 году он набрал на приёме 629 ярдов с десятью тачдаунами, сезон 2015 года он завершил с 1045 ярдами. Этот показатель стал вторым в истории колледжа. По итогам турнира его включили в сборную звёзд NJCAA.
Перед началом сезона 2016 года Уилсон поступил в университет штата Айдахо в Бойсе. В своём первом сезоне в NCAA он сыграл тринадцать матчей, пять из них начал в стартовом составе. По ряду статистических показателей он вошёл в число лучших ресиверов конференции Маунтин Вест. На приёме Уилсон набрал 1129 ярдов, заработанные им 11 тачдаунов стали лучшим результатом в команде.
Сезон 2017 года он провёл в статусе одного из стартовых принимающих. В четырнадцати проведённых играх Уилсон набрал 1511 ярдов, вместе с командой он стал победителем турнира Маунтин Вест. По ходу сезона его называли в числе претендентов на награду Фреда Билетникоффа и награду Пола Хорнанга.

#### Статистика выступлений в NCAA
| Сезон | Команда             | Игры | Приём | Приём | Приём | Приём | Вынос | Вынос | Вынос | Вынос |
| Сезон | Команда             | Игры | Rec   | Yds   | Y/A   | TD    | Att   | Yds   | Y/A   | TD    |
| ----- | ------------------- | ---- | ----- | ----- | ----- | ----- | ----- | ----- | ----- | ----- |
| 2016  | Бойсе Стейт Бронкос | 13   | 56    | 1129  | 20,2  | 11    | 3     | 7     | 2,3   | 0     |
| 2017  | Бойсе Стейт Бронкос | 14   | 83    | 1511  | 18,2  | 7     | 9     | 13    | 1,4   | 0     |
| Всего | Всего               | 27   | 139   | 2640  | 19,0  | 18    | 12    | 20    | 1,7   | 0     |

### Профессиональная карьера
Перед драфтом НФЛ 2018 года аналитик издания Bleacher Report Мэтт Миллер отмечал высокую результативность Уилсона в двух сезонах, проведённых им в «Бойсе Стейт Бронкос». К сильным сторонам игрока он относил умение находить свободное пространство вблизи от зачётной зоны соперника, хорошую работу на маршрутах, способность принимать нестандартные решения, волевые качества. Среди минусов Миллер называл нехватку мышечной массы, медленный выход из стойки в начале розыгрыша, уязвимость в игре против пресс-прикрытия.
На драфте Уилсон был выбран «Далласом» в шестом раунде под общим 208 номером. В августе клуб объявил, что игрок пропустит сезон из-за разрыва вращательной манжеты плеча и операции. Летом 2019 года Уилсон проиграл борьбу за место в составе Девину Смиту, был отчислен, а затем приглашён в тренировочный состав команды. В основной состав «Далласа» его перевели в середине сентября, когда травму получил Тейвон Остин. В регулярном чемпионате он не играл заметной роли в нападении команды, приняв участие в шести матчах и набрав 46 ярдов.
В 2020 году Уилсон закрепил за собой статус четвёртого ресивера Каубойс после звёздного трио Амари Купера, Сиди Лэмба и Майкла Гэллапа. Он принял участие в шестнадцати матчах регулярного чемпионата, набрав 189 ярдов с двумя тачдаунами, и регулярно выходил на поле в составе специальных команд. В чемпионате 2021 года его игровое время выросло из-за травмы колена Гэллапа. Уилсон сыграл в шестнадцать матчах, набрав 602 ярда с шестью тачдаунами. Дважды он набирал более 100 ярдов за игру. После окончания сезона он получил статус свободного агента. В марте 2022 Уилсон заключил трёхлетний контракт на сумму 22,8 млн долларов с клубом «Майами Долфинс».

#### Статистика выступлений в НФЛ

##### Регулярный чемпионат
| Сезон | Команда        | Игры | Приём | Приём | Приём | Приём | Вынос | Вынос | Вынос | Вынос |
| Сезон | Команда        | Игры | Rec   | Yds   | Y/A   | TD    | Att   | Yds   | Y/A   | TD    |
| ----- | -------------- | ---- | ----- | ----- | ----- | ----- | ----- | ----- | ----- | ----- |
| 2018  | Даллас Каубойс | —    | —     | —     | —     | —     | —     | —     | —     | —     |
| 2019  | Даллас Каубойс | 6    | 5     | 46    | 9,2   | 0     | 0     | 0     | 0,0   | 0     |
| 2020  | Даллас Каубойс | 16   | 17    | 189   | 11,1  | 2     | 3     | -12   | -4,0  | 0     |
| 2021  | Даллас Каубойс | 16   | 45    | 602   | 13,4  | 6     | 2     | 11    | 5,5   | 0     |
| Всего | Всего          | 38   | 67    | 837   | 12,5  | 8     | 5     | -1    | -0,2  | 0     |

##### Плей-офф
| Сезон | Команда        | Игры | Приём | Приём | Приём | Приём | Вынос | Вынос | Вынос | Вынос |
| Сезон | Команда        | Игры | Rec   | Yds   | Y/A   | TD    | Att   | Yds   | Y/A   | TD    |
| ----- | -------------- | ---- | ----- | ----- | ----- | ----- | ----- | ----- | ----- | ----- |
| 2021  | Даллас Каубойс | 1    | 5     | 62    | 12,4  | 0     | 0     | 0     | 0,0   | 0     |
| Всего | Всего          | 1    | 5     | 62    | 12,4  | 0     | 0     | 0     | 0,0   | 0     |